# Ессекс (округ, Нью-Джерсі)
Шаблон:StateAbbr_ 40°47′ пн. ш. 74°15′ зх. д. / 40.79° пн. ш. 74.25° зх. д.
Округ  Ессекс (англ. Essex County) — округ (графство) у штаті  Нью-Джерсі, США. Ідентифікатор округу 34013.

## Історія
Округ утворений 1683 року.

## Демографія
За даними перепису 
2000 року 
загальне населення округу становило 793633 осіб, зокрема міського населення було 793160, а сільського — 473.
Серед мешканців округу чоловіків було 377533, а жінок — 416100. В окрузі було 283736 домогосподарств, 193498 родин, які мешкали в 301011 будинках.
Середній розмір родини становив 3,3.
Віковий розподіл населення поданий у таблиці:
| Стать    | До 15 років | 15-21 | 22-29 | 30-39 | 40-49 | 50-65 | 65-85 | Понад 85 |
| -------- | ----------- | ----- | ----- | ----- | ----- | ----- | ----- | -------- |
| Чоловіки | 89255       | 37430 | 43385 | 61745 | 55179 | 53877 | 33218 | 3444     |
| Жінки    | 85717       | 36732 | 45624 | 66268 | 61206 | 62835 | 48851 | 8867     |

## Суміжні округи
- Пассаїк – північ
- Берген – північний схід
- Гудзон – схід
- Юніон – південь
- Морріс – захід

## Виноски
1. ↑  Forstall, Richard L. Population of states and counties of the United States: 1790 to 1990 from the Twenty-one Decennial Censuses [Архівовано 2 січня 2016 у Wayback Machine.], pp. 108–109. Бюро перепису населення США, March 1996. ISBN 9780934213486. Accessed October 3, 2013.
2. ↑  New Jersey: 2010 - Population and Housing Unit Counts; 2010 Census of Population and Housing [Архівовано 23 липня 2013 у Wayback Machine.], p. 6, CPH-2-32. Бюро перепису населення США, August 2012. Accessed August 29, 2016.
3. ↑  DP-1 – Profile of General Demographic Characteristics: 2000 Summary File 1 (SF 1) 100-Percent Data for Essex County, New Jersey[недоступне посилання], Бюро перепису населення США. Accessed June 6, 2012.(англ.) Наведено за англійською вікіпедією.
4. ↑  DP1 – Profile of General Population and Housing Characteristics: 2010 Demographic Profile Data for Essex County, New Jersey[недоступне посилання], Бюро перепису населення США. Accessed March 25, 2016.
5. ↑  U.S. Census Bureau Delivers New Jersey's 2010 Census Population Totals [Архівовано 8 лютого 2011 у Wayback Machine.], Бюро перепису населення США, February 3, 2011. Accessed June 6, 2012.
6. ↑  Snyder, John P. The Story of New Jersey's Civil Boundaries: 1606–1968, Bureau of Geology and Topography; Trenton, New Jersey; 1969. p. 125. Accessed June 6, 2012.(англ.) Наведено за англійською вікіпедією.
7. ↑  American FactFinder. Бюро перепису населення США. Архів оригіналу за 21 травня 2008. Процитовано 31 січня 2008.

| США | Це незавершена стаття з географії США. Ви можете допомогти проєкту, виправивши або дописавши її. |